# Саадистська інституціональна партія
Саадистська інституціональна партія (араб. حزب الهيئة السعدية) – колишня єгипетська політична партія, заснована 1938 року групою вихідців з партії Вафд. 
Махмуд ан-Нукраші-паша, прем'єр-міністр Єгипту з грудня 1946 до грудня 1948 року, а також його наступник Ібрагім Абдель Хаді-паша були членами партії.

## Участь у виборах
| Палата представників |                |                         |               |        |                        |
| Рік виборів          | Загальне місце | % від кількості голосів | Виграно місць | +/–    | Лідер                  |
| 1942                 | 4              |                         | 1 / 264       | Вперше | Ахмад Махір-паша       |
| 1945                 | 1              |                         | 125 / 264     | ▲ 124  | Махмуд ан-Нукраші-паша |
| 1950                 | 2              |                         | 28 / 319      | ▼ 97   | Махмуд ан-Нукраші-паша |